# Szlak Gwarków

Szlak Gwarków – żółty znakowany szlak turystyczny w województwie śląskim.

## Informacje ogólne
Jedną z atrakcji szlaku jest Sztolnia Czarnego Pstrąga w Tarnowskich Górach.

## Przebieg szlaku
- Tarnowskie Góry
- Miasteczko Śląskie
- Jezioro Nakło-Chechło
- Kolonia Woźnicka